# Juniorvärldsmästerskapen i nordisk skidsport 2019
Juniorvärldsmästerskapen och U23-världsmästerskapen i nordisk skidsport 2019 arrangerades i Lahtis i Finland mellan den 19 januari och 27 januari 2019. Det var de 42:e juniorvärldsmästerskapen samt det 14:e U23-världsmästerskapet i ordningen i nordisk skidsport.
Detta var det första mästerskapet där kvinnor fick tävla i nordisk kombination. Ayane Miyazaki från Japan blev den första kvinnliga juniorvärldsmästaren då hon vann Normalbacke + 5 km-tävlingen den 23 januari 2019.

## Medaljöversikt

### Backhoppning

#### Herrar, juniorer
class="wikitable" style="font-size:90%;vertical-align:top;;"
 style="vertical-align:top;"
 style="vertical-align:top;"
 style="vertical-align:top;"
| Disciplin                | Guld                                                               | Silver                                                                              | Brons                                                        |
| Normalbacke              | Thomas Aasen Markeng                                               | Luca Roth                                                                           | Sergej Tkatjenko                                             |
| Lagtävling i normalbacke | Tyskland Luca Roth Killian Märkl Philipp Raimund Constantin Schmid | Norge Fredrik Villumstad Anders Ladehaug Sander Vossan Eriksen Thomas Aasen Markeng | Slovenien Aljaž Osterc Jan Bombek Jernej Presečnik Žak Mogel |

#### Damer, juniorer
class="wikitable" style="font-size:90%;vertical-align:top;;"
 style="vertical-align:top;"
 style="vertical-align:top;"
| Disciplin                | Guld                                                                           | Silver                                                          | Brons                                                        |
| Normalbacke              | Anna Sjpjneva                                                                  | Lidiia Iakovleva                                                | Lara Malsiner                                                |
| Lagtävling i normalbacke | Ryssland Mariia Iakovleva Aleksandra Barantceva Anna Sjpjneva Lidiia Iakovleva | Tyskland Jenny Nowak Josephine Laue Selina Freitag Agnes Reisch | Österrike Marita Kramer Lisa Hirner Claudia Purker Lisa Eder |

#### Mix, juniorer
class="wikitable" style="font-size:90%;vertical-align:top;;"
 style="vertical-align:top;"
| Disciplin                | Guld                                                                   | Silver                                                                              | Brons                                                            |
| Lagtävling i normalbacke | Ryssland Anna Sjpjneva Michail Purtov Lidiia Iakovleva Maksim Sergejev | Norge Ingebjørg Saglien Bråten Fredrik Villumstad Silje Opseth Thomas Aasen Markeng | Tyskland Agnes Reisch Luca Roth Selina Freitag Constantin Schmid |

### Längdskidåkning
- K: Klassisk stil
- F: Fristil

#### Herrar, juniorer
class="wikitable" style="font-size:90%;vertical-align:top;;"
 style="vertical-align:top;"
 style="vertical-align:top;"
 style="vertical-align:top;"
 style="vertical-align:top;"
 style="vertical-align:top;"
| Disciplin                  | Guld                                                     | Silver                                                                      | Brons                                                     |
| Sprint (K)                 | Aleksandr Terentev                                       | Ansgar Evensen                                                              | Håkon Skaanes                                             |
| 10 km intervallstart (F)   | Jules Chappaz                                            | Aleksandr Terentev                                                          | Iver Tildheim Andersen                                    |
| 30 km masstart (K)         | Luca Del Fabbro                                          | Håvard Moseby                                                               | Cyril Fähndrich                                           |
| Stafett 4 x 5 km (K+K+F+F) | USA Luke Jager Ben Ogden Jonny Hagenbunch Gus Schumacher | Ryssland Egor Trefilov Andrej Kuznetsov Jaroslav Egosjin Aleksandr Terentev | Jakob Milz Florian Knopf Anian Sossau Friedrich Moch [[]] |

#### Damer, juniorer
class="wikitable" style="font-size:90%;vertical-align:top;;"
 style="vertical-align:top;"
 style="vertical-align:top;"
 style="vertical-align:top;"
 style="vertical-align:top;"
 style="vertical-align:top;"
| Disciplin                    | Guld                                                                                       | Silver                                                                          | Brons                                                            |
| Sprint (K)                   | Kristine Stavås Skistad                                                                    | Monika Skinder                                                                  | Anita Korva                                                      |
| 5 km intervallstart (F)      | Frida Karlsson                                                                             | Helene Marie Fossesholm                                                         | Anita Korva                                                      |
| 15 km masstart (K)           | Frida Karlsson                                                                             | Helene Marie Fossesholm                                                         | Anita Korva                                                      |
| Stafett 4 x 3,3 km (K+K+F+F) | Norge Kristin Austgulen Fosnæs Astrid Stav Helene Marie Fossesholm Kristine Stavås Skistad | Ryssland Anastasija Falejeva Kristina Kuskova Veronika Stepanova Anna Gruchvina | Sverige Louise Lindström Frida Karlsson Tilde Bångman Linn Svahn |

#### Herrar, U23
class="wikitable" style="font-size:90%;vertical-align:top;;"
 style="vertical-align:top;"
 style="vertical-align:top;"
 style="vertical-align:top;"
 style="vertical-align:top;"
| Disciplin                | Guld             | Silver          | Brons            |
| Sprint (K)               | Erik Valnes      | Sergej Ardasjev | Joachim Aurland  |
| 15 km intervallstart (F) | Jules Lapierre   | Michal Novák    | Ivan Jakimusjkin |
| 30 km masstart (K)       | Andrej Sobakarev | Ivan Kirillov   | Ivan Jakimusjkin |

#### Damer, U23
class="wikitable" style="font-size:90%;vertical-align:top;;"
 style="vertical-align:top;"
 style="vertical-align:top;"
 style="vertical-align:top;"
 style="vertical-align:top;"
| Disciplin                | Guld               | Silver           | Brons            |
| Sprint (K)               | Moa Lundgren       | Tiril Udnes Weng | Aida Bajazitova  |
| 10 km intervallstart (F) | Marija Istomina    | Evelina Piippo   | Tiril Udnes Weng |
| 15 km masstart (K)       | Anna Zjerebjatjeva | Lidia Durkina    | Katharina Hennig |

### Nordisk kombination

#### Herrar, juniorer
class="wikitable" style="font-size:90%;vertical-align:top;;"
 style="vertical-align:top;"
 style="vertical-align:top;"
 style="vertical-align:top;"
 style="vertical-align:top;"
| Disciplin                           | Guld                                                        | Silver                                                                           | Brons                                                                  |
| Normalbacke + 10 km                 | Johannes Lamparter                                          | Julian Schmid                                                                    | Andreas Skoglund                                                       |
| Normalbacke + 5 km                  | Julian Schmid                                               | Johannes Lamparter                                                               | Jens Lurås Oftebro                                                     |
| Lagtävling i normalbacke + 4 x 5 km | Tyskland Luis Lehnert Simon Hüttel David Mach Julian Schmid | Norge Aleksander Skoglund Kasper Moen Flatla Jens Lurås Oftebro Andreas Skoglund | Österrike Florian Dagn Max Teeling Johannes Lamparter Marc Luis Rainer |

#### Damer, juniorer
class="wikitable" style="font-size:90%;vertical-align:top;;"
 style="vertical-align:top;"
 style="vertical-align:top;"
| Disciplin          | Guld           | Silver               | Brons         |
| Normalbacke + 5 km | Ayane Miyazaki | Gyda Westvold Hansen | Anju Nakamura |

### Medaljtabeller

#### Alla tävlingar
| Pl.                   | Nation                | Guld | Silver | Brons | Totalt |
| --------------------- | --------------------- | ---- | ------ | ----- | ------ |
| 1                     | Ryssland              | 7    | 7      | 3     | 17     |
| 2                     | Norge                 | 4    | 9      | 6     | 19     |
| 3                     | Tyskland              | 3    | 3      | 3     | 9      |
| 4                     | Sverige               | 3    | 0      | 1     | 4      |
| 5                     | Frankrike             | 2    | 0      | 0     | 2      |
| 6                     | Österrike             | 1    | 1      | 2     | 4      |
| 6                     | Italien               | 1    | 0      | 1     | 2      |
| 6                     | Japan                 | 1    | 0      | 1     | 2      |
| 8                     | USA                   | 1    | 0      | 0     | 1      |
| 10                    | Finland               | 0    | 1      | 3     | 4      |
| 11                    | Polen                 | 0    | 1      | 0     | 1      |
| 11                    | Tjeckien              | 0    | 1      | 0     | 1      |
| 13                    | Schweiz               | 0    | 0      | 1     | 1      |
| 13                    | Slovenien             | 0    | 0      | 1     | 1      |
| 13                    | Kazakstan             | 0    | 0      | 1     | 1      |
| Totalt antal medaljer | Totalt antal medaljer | 23   | 23     | 23    | 69     |

#### Juniorer
| Pl.                   | Nation                | Guld | Silver | Brons | Totalt |
| --------------------- | --------------------- | ---- | ------ | ----- | ------ |
| 1                     | Ryssland              | 4    | 4      | 0     | 8      |
| 2                     | Norge                 | 3    | 8      | 4     | 15     |
| 3                     | Tyskland              | 3    | 3      | 2     | 8      |
| 4                     | Sverige               | 2    | 0      | 1     | 3      |
| 5                     | Österrike             | 1    | 1      | 2     | 4      |
| 6                     | Italien               | 1    | 0      | 1     | 2      |
| 6                     | Japan                 | 1    | 0      | 1     | 2      |
| 8                     | USA                   | 1    | 0      | 0     | 1      |
| 8                     | Frankrike             | 1    | 0      | 0     | 1      |
| 10                    | Polen                 | 0    | 1      | 0     | 1      |
| 11                    | Finland               | 0    | 0      | 3     | 3      |
| 12                    | Schweiz               | 0    | 0      | 1     | 1      |
| 12                    | Slovenien             | 0    | 0      | 1     | 1      |
| 12                    | Kazakstan             | 0    | 0      | 1     | 1      |
| Totalt antal medaljer | Totalt antal medaljer | 17   | 17     | 17    | 51     |

#### U23
| Pl.                   | Nation                | Guld | Silver | Brons | Totalt |
| --------------------- | --------------------- | ---- | ------ | ----- | ------ |
| 1                     | Ryssland              | 3    | 3      | 3     | 9      |
| 2                     | Norge                 | 1    | 1      | 2     | 4      |
| 3                     | Frankrike             | 1    | 0      | 0     | 1      |
| 3                     | Sverige               | 1    | 0      | 0     | 1      |
| 5                     | Finland               | 0    | 1      | 0     | 1      |
| 5                     | Tjeckien              | 0    | 1      | 0     | 1      |
| 7                     | Tyskland              | 0    | 0      | 1     | 1      |
| Totalt antal medaljer | Totalt antal medaljer | 6    | 6      | 6     | 18     |